# Museu Regional de Örebro
O Museu Regional de Örebro ou Orebro (em sueco: Örebro läns museum) é o museu regional do condado de Örebro e está na cidade de Örebro. Foi desenhado pelo arquiteto Nils Tesch. Foi iniciado em 1856 pelo barão Nils Gabriel Djurklou, e tomou sua forma atual em 1963.

## Património
O museu possui um acervo incluindo uns 100 000 objetos, desde o tesouro medieval viquingue de Eketorp e o carte de Ronnie Peterson até a uma coleção de obras de arte, e a diversas peças da região.

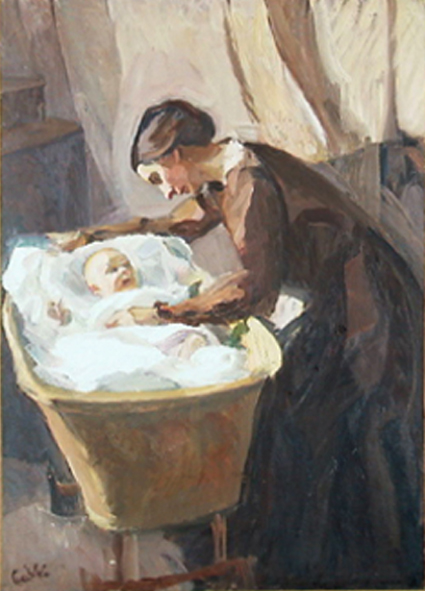
Mãe e filho, 1918
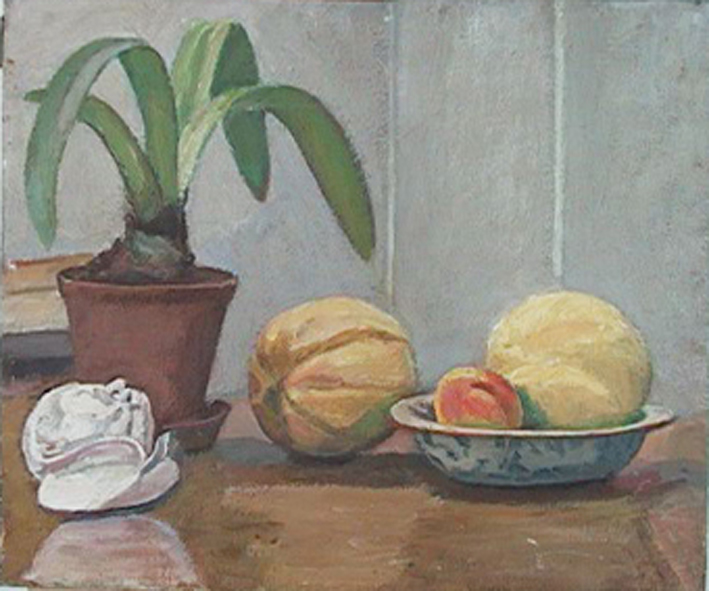
Natureza morta com melões, 1935
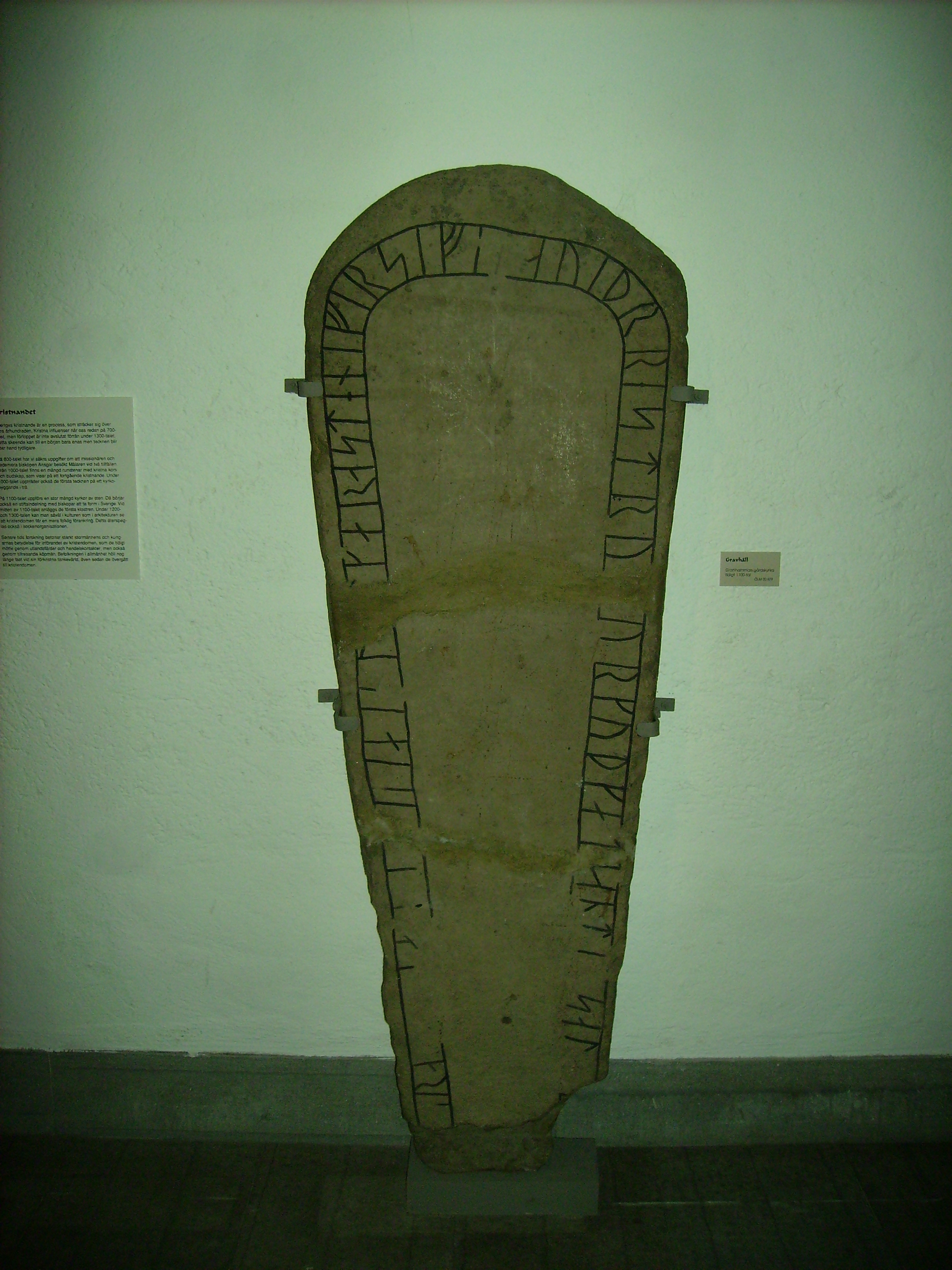
Pedra rúnica de Granhammar